# Austinixa bragantina
Austinixa bragantina is een krabbensoort uit de familie van de Pinnotheridae. De wetenschappelijke naam van de soort is voor het eerst geldig gepubliceerd in 2005 door Coelho.